# Jerri Nielsen
Jerri Lin Nielsen (geb. Cahill; * 1. März 1952 in Salem, Ohio; † 23. Juni 2009 in Southwick, Massachusetts) war eine US-amerikanische Ärztin mit  Erfahrung in der Notaufnahme, die 1998 für ein Jahr als die einzige Ärztin in der Amundsen-Scott-Südpolstation angestellt war und dort an Brustkrebs erkrankte.

## Leben und Wirken

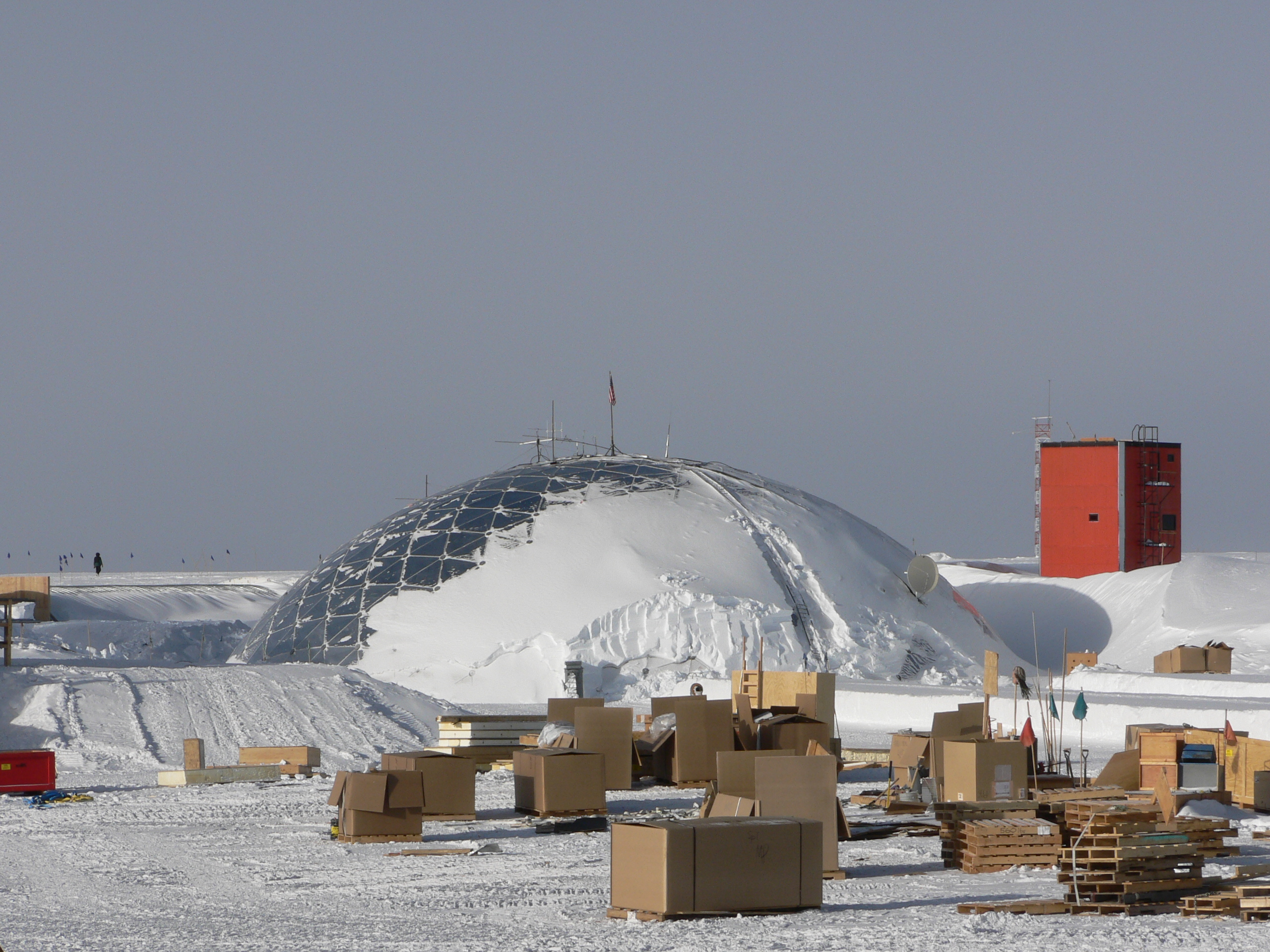
Amundsen-Scott-Südpolstation

### Erkrankung auf der Amundsen-Scott-Südpolstation
Nielsen war 1998 mit einem auf ein Jahr befristeten Vertrag als Ärztin auf der Amundsen-Scott-Südpolstation in der Antarktis angestellt. Diese abgelegene Region ist in den sechs Wintermonaten bei Temperaturen von etwa −60 °C in nahezu dauerhafte Dunkelheit eingehüllt. Von Mitte Februar bis Ende Oktober können Flugzeuge an der Station nicht landen, weshalb sich die „Winterover Crew“ in diesem Zeitraum autonom versorgen muss.
Während ihrer Zeit auf der Forschungsstation entdeckte sie einen Knoten in ihrer Brust. Nach Beratung durch amerikanische Kollegen durch E-Mail und Videokonferenzen führte sie eine Biopsie an sich durch. Deren Ergebnisse waren allerdings nicht eindeutig, weil die zur Verfügung stehenden Mittel zu veraltet waren, um eine schlüssige Diagnose zu treffen.

### Fallschirmabwurf von Instrumenten und Medikamenten
Die National Science Foundation entschloss sich, ein Militärflugzeug zu entsenden, um mit dem Fallschirm Geräte und Medikamente abzuwerfen. Solche Fallschirmabwürfe wurden in vorangegangenen Jahren jährlich durchgeführt, als die Station noch von der US Navy betreut wurde, aber sie wurden später eingestellt. Flugzeuge können im Winter dort nicht landen, weil deren Kufen auf dem extrem kalten Eis fest- und das Kerosin und die Hydraulikflüssigkeiten einfrieren würden. Ein C-141-Lastflugzeug der Air Force startete von Christchurch, überflog den Pol Mitte Juli und warf sechs Pakete ab, nachdem Mitarbeiter der Station in alten Ölfässern Feuer angezündet hatten, um die Abwurfzone zu markieren.
Mit den am Fallschirm abgeworfenen Medikamenten begann Nielsen, wie zuvor per Videokonferenz abgesprochen, ihre Selbstbehandlung mit einer Hormontherapie. Sie bildete ein kleines Team ihrer Stationskollegen aus, das ihr bei den Prozeduren assistierte. Eine weitere Biopsie, die mit den per Fallschirm gelieferten Geräten durchgeführt wurde, ermöglichte es, bessere Fotos von Gewebeschnittproben in die USA zu schicken, die bestätigten, dass es sich um einen bösartigen Krebs handelte. Mit der Hilfe ihres improvisierten medizinischen Teams begann sie mit einer Selbstbehandlung durch eine Chemotherapie.

### Evakuierung
Im Oktober 1999 landete eine Lockheed LC-130 Hercules trotz des erhöhten Risikos durch die kalten Witterungsbedingungen mehrere Wochen früher als geplant, um Nielsen nach Hause zu bringen, einen anderen Arzt abzusetzen und einen anderen Mitarbeiter, der eine Hüftverletzung erlitten hatte, zu evakuieren.

### Behandlung in den USA
Nachdem in den USA mehrere Operationen, die teilweise mit Komplikationen einhergingen, sowie eine Mastektomie durchgeführt worden waren, kam es zu einer gesundheitlichen Besserung  und sie konnte Vorträge über ihre Erfahrungen halten. Nach ihr wurde ein Stipendium benannt. Sie heiratete Thomas FitzGerald in zweiter Ehe und nahm dabei den Namen Jerri FitzGerald an. Im Jahr 2001 wurde Nielsen durch das Irish America Magazine zur „Irish American of the Year“ ernannt.
Nach der vorübergehenden Besserung breitete sich der Krebs 2005 mit Metastasen der Leber und Knochen aus, aber sie hielt weiterhin Vorträge und reiste oft und lange nach Hongkong, Vietnam, Australien, Irland, Alaska sowie Polen und kehrte mehrmals in die Antarktis zurück. Im Oktober 2008 berichtete Nielsen, dass ihr Krebs in Form eines Gehirntumors zurückgekommen sei. Sie war trotzdem aktiv und konnte bis März 2009 noch Vorträge halten, d. h. bis drei Monate vor ihrem Tod.

### Hirnmetastasen
Trotz der ungewöhnlichen Anstrengungen von Nielsen und dem Unterstützungsteam konnte ihr Brustkrebs mit den verfügbaren Mitteln nicht erfolgreich behandelt werden. Er trat nach sieben Jahren wieder auf und verursachte schließlich 2009 durch Metastasen im Gehirn ihren Tod, nahezu elf Jahre nach der ersten Diagnose.
Sie starb im Alter von 57 Jahren zu Hause in Southwick, Massachusetts. Sie wurde von ihrem zweiten Ehemann, Thomas FitzGerald, ihren Eltern Lorine und Phil Cahill, ihren Brüdern Scott und Eric Cahill sowie ihren Kindern aus der ersten Ehe, Julia, Ben und Alex, überlebt.